# Мутихи
Мутихи — колишнє село, входило до складу Іркліївського району Черкаської області. Зникло у зв'язку із затопленням водами Кременчуцького водосховища у 1959-60-х роках.

## Історія
За Гетьманщини Мутихи було у складі Іркліївської сотні Переяславського полку.
Зі скасуванням сотенного устрою Мутихи перейшли до Золотоніського повіту Київського намісництва.
До 1761 року у Самовиці не було церкви і воно відносилось до парафії Успенської (пізніше Введенської) церкви сусіднього села Мутихи. 
Є на мапі 1826-1840 років як Мутишинці.
У державному архіві Черкаської області є церковні документи за 1855-1916 роки
У 1862 році у казеному селі Мутиха була церква та 72 двору де жило 467 осіб (227 чоловічої та 240 жиночої статі)
У зв'язку зі створенням Кременчуцького водосховища у 1959-60-х роках, село Старе потрапило до переліку тих, що мали бути затоплені і відповідно зняті з обліку.
Багато Мутихивчан оселились у селі Ленінське (нині Степове), що було зведено для мешканців тутешніх затоплених сіл.

## Відомі уродженці
- Кудь Мусій Васильович — голова колгоспу імені XVIII партз'їзду села Мутихи Іркліївського району Полтавської області (тепер Чорнобаївського району Черкаської області). Депутат Верховної Ради СРСР 2—3-го скликань.